# Liste der Olympiasieger im Eiskunstlauf
Die Liste der Olympiasieger im Eiskunstlauf listet alle Sieger sowie die Zweit- und Drittplatzierten der Eiskunstlauf-Wettbewerbe bei den Olympischen Sommer- und Winterspielen, gegliedert nach Männern und Frauen sowie den einzelnen Wettbewerben, seit 1908 auf. Im weiteren Teil werden alle Eiskunstläufer, die mindestens einmal Olympiasieger waren, aufgelistet. Den Abschluss bilden die einzelnen Nationenwertungen.

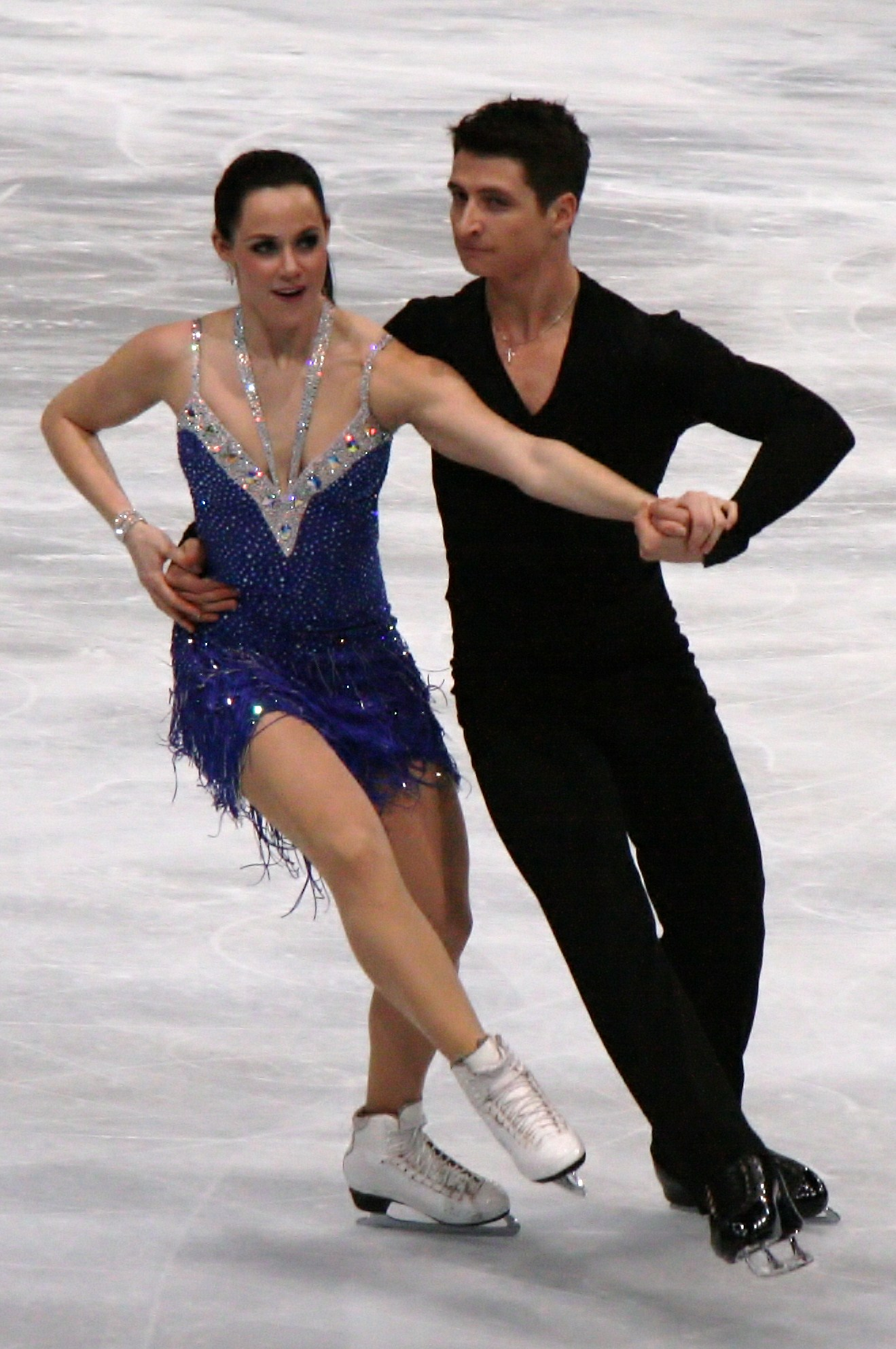
Die Kanadier Tessa Virtue und Scott Moir sind mit jeweils drei Gold- und zwei Silbermedaillen die erfolgreichsten Eiskunstläufer bei Olympischen Spielen.

## Wettbewerbe
Eiskunstlauf war Teil des olympischen Wettkampfprogramms, bevor die Winterspiele 1924 aus der Taufe gehoben wurden. Bei den Sommerspielen 1908 wurden erste Medaillen im Eiskunstlauf vergeben. Die noch heute im olympischen Programm der Winterspiele befindlichen Disziplinen des Einzellaufens für Herren und Damen sowie dem Paarlaufen hatten bereits 1908 ihre Premiere. Nur im Premierenjahr war der Wettkampf in den Spezialfiguren der Herren Teil des offiziellen Programms. Ehe die Winterspiele 1924 das Eiskunstlaufen übernahmen, fanden 1920 ein weiteres Mal Wettkämpfe bei den Sommerspielen statt. Das Eistanzen ist seit den Winterspielen von 1976 im Programm. Der Team-Wettbewerb ist seit den Winterspielen von 2014 im Programm.

### Einzellauf der Herren
| Olympia | Gold                    | Silber                  | Bronze               |
| ------- | ----------------------- | ----------------------- | -------------------- |
| 1908    | Ulrich Salchow          | Richard Johansson       | Per Thorén           |
| 1920    | Gillis Grafström        | Andreas Krogh           | Martin Stixrud       |
| 1924    | Gillis Grafström        | Willy Böckl             | Georges Gautschi     |
| 1928    | Gillis Grafström        | Willy Böckl             | Robert Van Zeebroeck |
| 1932    | Karl Schäfer            | Gillis Grafström        | Montgomery Wilson    |
| 1936    | Karl Schäfer            | Ernst Baier             | Felix Kaspar         |
| 1948    | Richard Button          | Hans Gerschwiler        | Edi Rada             |
| 1952    | Richard Button          | Helmut Seibt            | James Grogan         |
| 1956    | Hayes Alan Jenkins      | Ronald Robertson        | David Jenkins        |
| 1960    | David Jenkins           | Karol Divín             | Donald Jackson       |
| 1964    | Manfred Schnelldorfer   | Alain Calmat            | Scott Allen          |
| 1968    | Wolfgang Schwarz        | Tim Wood                | Patrick Péra         |
| 1972    | Ondrej Nepela           | Sergei Tschetweruchin   | Patrick Péra         |
| 1976    | John Curry              | Wladimir Kowaljow       | Toller Cranston      |
| 1980    | Robin Cousins           | Jan Hoffmann            | Charles Tickner      |
| 1984    | Scott Hamilton          | Brian Orser             | Jozef Sabovčík       |
| 1988    | Brian Boitano           | Brian Orser             | Wiktor Petrenko      |
| 1992    | Wiktor Petrenko         | Paul Wylie              | Petr Barna           |
| 1994    | Alexei Urmanow          | Elvis Stojko            | Philippe Candeloro   |
| 1998    | Ilja Kulik              | Elvis Stojko            | Philippe Candeloro   |
| 2002    | Alexei Jagudin          | Jewgeni Pljuschtschenko | Timothy Goebel       |
| 2006    | Jewgeni Pljuschtschenko | Stéphane Lambiel        | Jeffrey Buttle       |
| 2010    | Evan Lysacek            | Jewgeni Pljuschtschenko | Daisuke Takahashi    |
| 2014    | Yuzuru Hanyū            | Patrick Chan            | Denis Ten            |
| 2018    | Yuzuru Hanyū            | Shōma Uno               | Javier Fernández     |
| 2022    | Nathan Chen             | Yūma Kagiyama           | Shōma Uno            |

### Spezialfiguren Herren
| Olympia | Gold                     | Silber         | Bronze          |
| ------- | ------------------------ | -------------- | --------------- |
| 1908    | Nikolai Kolomenkin-Panin | Arthur Cumming | George Hall-Say |

### Einzellauf der Damen
| Olympia | Gold                 | Silber              | Bronze                   |
| ------- | -------------------- | ------------------- | ------------------------ |
| 1908    | Madge Syers          | Elsa Rendschmidt    | Dorothy Greenhough-Smith |
| 1920    | Magda Julin          | Svea Norén          | Theresa Weld             |
| 1924    | Herma Szabó          | Beatrix Loughran    | Ethel Muckelt            |
| 1928    | Sonja Henie          | Fritzi Burger       | Beatrix Loughran         |
| 1932    | Sonja Henie          | Fritzi Burger       | Maribel Vinson           |
| 1936    | Sonja Henie          | Cecilia Colledge    | Vivi-Anne Hultén         |
| 1948    | Barbara Ann Scott    | Eva Pawlik          | Jeannette Altwegg        |
| 1952    | Jeannette Altwegg    | Tenley Albright     | Jacqueline du Bief       |
| 1956    | Tenley Albright      | Carol Heiss         | Ingrid Wendl             |
| 1960    | Carol Heiss          | Sjoukje Dijkstra    | Barbara Roles            |
| 1964    | Sjoukje Dijkstra     | Regine Heitzer      | Petra Burka              |
| 1968    | Peggy Fleming        | Gabriele Seyfert    | Hana Mašková             |
| 1972    | Trixi Schuba         | Karen Magnussen     | Janet Lynn               |
| 1976    | Dorothy Hamill       | Dianne de Leeuw     | Christine Errath         |
| 1980    | Anett Pötzsch        | Linda Fratianne     | Dagmar Lurz              |
| 1984    | Katarina Witt        | Rosalynn Sumners    | Kira Iwanowa             |
| 1988    | Katarina Witt        | Elizabeth Manley    | Debi Thomas              |
| 1992    | Kristi Yamaguchi     | Midori Itō          | Nancy Kerrigan           |
| 1994    | Oksana Bajul         | Nancy Kerrigan      | Chen Lu                  |
| 1998    | Tara Lipinski        | Michelle Kwan       | Chen Lu                  |
| 2002    | Sarah Hughes         | Irina Sluzkaja      | Michelle Kwan            |
| 2006    | Shizuka Arakawa      | Sasha Cohen         | Irina Sluzkaja           |
| 2010    | Kim Yu-na            | Mao Asada           | Joannie Rochette         |
| 2014    | Adelina Sotnikowa    | Kim Yu-na           | Carolina Kostner         |
| 2018    | Alina Sagitowa       | Jewgenija Medwedewa | Kaetlyn Osmond           |
| 2022    | Anna Schtscherbakowa | Alexandra Trussowa  | Kaori Sakamoto           |

### Paarlauf
| Olympia | Gold                                                 | Silber                                                       | Bronze                                                       |
| ------- | ---------------------------------------------------- | ------------------------------------------------------------ | ------------------------------------------------------------ |
| 1908    | Deutsches Reich Anna Hübler Heinrich Burger          | Großbritannien Phyllis Johnson James Johnson                 | Großbritannien Madge Syers Edgar Syers                       |
| 1920    | Finnland Ludowika Jakobsson Walter Jakobsson         | Norwegen Alexia Bryn Yngvar Bryn                             | Großbritannien Phyllis Johnson Basil Williams                |
| 1924    | Österreich Helene Engelmann Alfred Berger            | Finnland Ludowika Jakobsson Walter Jakobsson                 | Frankreich Andrée Joly Pierre Brunet                         |
| 1928    | Frankreich Andrée Joly Pierre Brunet                 | Österreich Lilly Scholz Otto Kaiser                          | Österreich Melitta Brunner Ludwig Wrede                      |
| 1932    | Frankreich Andrée Brunet Pierre Brunet               | Vereinigte Staaten Beatrix Loughran Sherwin Badger           | Ungarn Emília Rotter László Szollás                          |
| 1936    | Deutsches Reich Maxi Herber Ernst Baier              | Österreich Ilse Pausin Erik Pausin                           | Ungarn Emília Rotter László Szollás                          |
| 1948    | Belgien Micheline Lannoy Pierre Baugniet             | Ungarn Andrea Kékesy Ede Király                              | Kanada Suzanne Morrow Wallace Diestelmeyer                   |
| 1952    | BR Deutschland Ria Falk Paul Falk                    | Vereinigte Staaten Karol Kennedy Peter Kennedy               | Ungarn Marianna Nagy László Nagy                             |
| 1956    | Österreich Sissy Schwarz Kurt Oppelt                 | Kanada Frances Dafoe Norris Bowden                           | Ungarn Marianna Nagy László Nagy                             |
| 1960    | Kanada Barbara Wagner Robert Paul                    | Deutschland Marika Kilius Hans-Jürgen Bäumler                | Vereinigte Staaten Nancy Ludington Ronald Ludington          |
| 1964    | Sowjetunion Ljudmila Beloussowa Oleg Protopopow      | Deutschland Marika Kilius Hans-Jürgen Bäumler                | Kanada Debbi Wilkes Guy Revell                               |
| 1968    | Sowjetunion Ljudmila Beloussowa Oleg Protopopow      | Sowjetunion Tatjana Schuk Alexander Gorelik                  | BR Deutschland Margot Glockshuber Wolfgang Danne             |
| 1972    | Sowjetunion Irina Rodnina Alexei Ulanow              | Sowjetunion Ljudmila Smirnowa Andrei Suraikin                | Deutsche Demokratische Republik Manuela Groß Uwe Kagelmann   |
| 1976    | Sowjetunion Irina Rodnina Alexander Saizew           | Deutsche Demokratische Republik Romy Kermer Rolf Oesterreich | Deutsche Demokratische Republik Manuela Groß Uwe Kagelmann   |
| 1980    | Sowjetunion Irina Rodnina Alexander Saizew           | Sowjetunion Marina Tscherkassowa Sergei Schachrai            | Deutsche Demokratische Republik Manuela Mager Uwe Bewersdorf |
| 1984    | Sowjetunion Jelena Walowa Oleg Wassiljew             | Vereinigte Staaten Caitlin Carruthers Peter Carruthers       | Sowjetunion Larissa Selesnjowa Oleg Makarow                  |
| 1988    | Sowjetunion Jekaterina Gordejewa Sergei Grinkow      | Sowjetunion Jelena Walowa Oleg Wassiljew                     | Vereinigte Staaten Jill Watson Peter Oppegard                |
| 1992    | Vereintes Team Natalja Mischkutjonok Artur Dmitrijew | Vereintes Team Jelena Betschke Denis Petrow                  | Kanada Isabelle Brasseur Lloyd Eisler                        |
| 1994    | Russland Jekaterina Gordejewa Sergei Grinkow         | Russland Natalja Mischkutjonok Artur Dmitrijew               | Kanada Isabelle Brasseur Lloyd Eisler                        |
| 1998    | Russland Oxana Kasakowa Artur Dmitrijew              | Russland Jelena Bereschnaja Anton Sicharulidse               | Deutschland Mandy Wötzel Ingo Steuer                         |
| 2002    | Russland Jelena Bereschnaja Anton Sicharulidse       | –                                                            | Volksrepublik China Shen Xue Zhao Hongbo                     |
| 2002    | Kanada(1) Jamie Salé David Pelletier                 | –                                                            | Volksrepublik China Shen Xue Zhao Hongbo                     |
| 2006    | Russland Tatjana Totmjanina Maxim Marinin            | Volksrepublik China Zhang Dan Zhang Hao                      | Volksrepublik China Shen Xue Zhao Hongbo                     |
| 2010    | Volksrepublik China Shen Xue Zhao Hongbo             | Volksrepublik China Pang Qing Tong Jian                      | Deutschland Aljona Savchenko Robin Szolkowy                  |
| 2014    | Russland Tatjana Wolossoschar Maxim Trankow          | Russland Xenija Stolbowa Fjodor Klimow                       | Deutschland Aljona Savchenko Robin Szolkowy                  |
| 2018    | Deutschland Aljona Savchenko Bruno Massot            | Volksrepublik China Sui Wenjing Han Cong                     | Kanada Meagan Duhamel Eric Radford                           |
| 2022    | Volksrepublik China Sui Wenjing Han Cong             | ROC Jewgenija Tarassowa Wladimir Morosow                     | ROC Anastassija Mischina Alexander Galljamow                 |

(1)Im Jahr 2002 wurde an das kanadische Paar zunächst die Silbermedaille vergeben. Nach der Punktevergabe für das russische Paar wurden unerlaubte Absprachen seitens der Preisrichter festgestellt, woraufhin zwei Paare die Goldmedaille erhielten.

### Eistanz
| Olympia | Gold                                               | Silber                                           | Bronze                                             |
| ------- | -------------------------------------------------- | ------------------------------------------------ | -------------------------------------------------- |
| 1976    | Sowjetunion Ljudmila Pachomowa Alexander Gorschkow | Sowjetunion Irina Moissejewa Andrei Minenkow     | Vereinigte Staaten Colleen O’Connor James Millns   |
| 1980    | Sowjetunion Natalja Linitschuk Gennadi Karponossow | Ungarn Krisztina Regőczy András Sallay           | Sowjetunion Irina Moissejewa Andrei Minenkow       |
| 1984    | Großbritannien Jayne Torvill Christopher Dean      | Sowjetunion Natalja Bestemjanowa Andrei Bukin    | Sowjetunion Marina Klimova Sergei Ponomarenko      |
| 1988    | Sowjetunion Natalja Bestemjanowa Andrei Bukin      | Sowjetunion Marina Klimova Sergei Ponomarenko    | Kanada Tracy Wilson Robert McCall                  |
| 1992    | Vereintes Team Marina Klimova Sergei Ponomarenko   | Frankreich Isabelle Duchesnay Paul Duchesnay     | Vereintes Team Maja Ussowa Alexander Schulin       |
| 1994    | Russland Oxana Grischtschuk Jewgeni Platow         | Russland Maja Ussowa Alexander Schulin           | Großbritannien Jayne Torvill Christopher Dean      |
| 1998    | Russland Oxana Grischtschuk Jewgeni Platow         | Russland Anschelika Krylowa Oleg Owsjannikow     | Frankreich Marina Anissina Gwendal Peizerat        |
| 2002    | Frankreich Marina Anissina Gwendal Peizerat        | Russland Irina Lobatschowa Ilja Awerbuch         | Italien Barbara Fusar-Poli Maurizio Margaglio      |
| 2006    | Russland Tatjana Nawka Roman Kostomarow            | Vereinigte Staaten Tanith Belbin Benjamin Agosto | Ukraine Elena Hruschyna Ruslan Hontscharow         |
| 2010    | Kanada Tessa Virtue Scott Moir                     | Vereinigte Staaten Meryl Davis Charlie White     | Russland Oxana Domnina Maxim Schabalin             |
| 2014    | Vereinigte Staaten Meryl Davis Charlie White       | Kanada Tessa Virtue Scott Moir                   | Russland Jelena Iljinych Nikita Kazalapow          |
| 2018    | Kanada Tessa Virtue Scott Moir                     | Frankreich Gabriella Papadakis Guillaume Cizeron | Vereinigte Staaten Maia Shibutani Alex Shibutani   |
| 2022    | Frankreich Gabriella Papadakis Guillaume Cizeron   | ROC Wiktorija Sinizina Nikita Kazalapow          | Vereinigte Staaten Madison Hubbell Zachary Donohue |

### Teamwettbewerb
| Olympia | Gold | Silber | Bronze |
| ------- | --- | --- | --- |
| 2014    | Russland Jewgeni Pljuschtschenko Tatjana Wolossoschar / Maxim Trankow* Jekaterina Bobrowa / Dmitri Solowjow* Julija Lipnizkaja Xenija Stolbowa / Fjodor Klimow** Jelena Iljinych / Nikita Kazalapow** | Kanada Patrick Chan* Meagan Duhamel / Eric Radford* Tessa Virtue / Scott Moir Kaetlyn Osmond Kirsten Moore-Towers / Dylan Moscovitch** Kevin Reynolds**                                                   | Vereinigte Staaten Jeremy Abbott* Marissa Castelli / Simon Shnapir Meryl Davis / Charlie White Ashley Wagner* Jason Brown** Gracie Gold**  |
| 2018    | Kanada Patrick Chan Meagan Duhamel / Eric Radford Tessa Virtue / Scott Moir Kaetlyn Osmond* Gabrielle Daleman**                                                                                       | Olympische Athleten aus Russland Michail Koljada Jewgenija Tarassowa / Wladimir Morosow* Jekaterina Bobrowa / Dmitri Solowjow Jewgenija Medwedewa* Natalja Sabijako / Alexander Enbert** Alina Sagitowa** | Vereinigte Staaten Nathan Chen* Alexa Knierim / Chris Knierim Maia Shibutani / Alex Shibutani Bradie Tennell* Adam Rippon** Mirai Nagasu** |
| 2022    | Vereinigte Staaten Nathan Chen* Alexa Knierim / Brandon Frazier Madison Hubbell / Zachary Donohue* Karen Chen Vincent Zhou** Madison Chock / Evan Bates**                                             | Japan Shōma Uno* Riku Miura / Ryūichi Kihara Misato Komatsubara / Tim Koleto Wakaba Higuchi * Yūma Kagiyama** Kaori Sakamoto**                                                                            | ROC Mark Kondratjuk Anastassija Mischina / Alexander Galljamow Wiktorija Sinizina / Nikita Kazalapow Kamila Walijewa                       |

*Einsatz nur im Kurzprogramm/Kurztanz
**Einsatz nur in der Kür

## Medaillengewinner
Stand: 12. September 2024
- Platzierung: Gibt die Reihenfolge der Athleten wieder. Diese wird durch die Anzahl der Goldmedaillen bestimmt. Bei gleicher Anzahl werden die Silbermedaillen verglichen, danach die Bronzemedaillen.
- Name: Nennt den Namen des Athleten.
- Land: Nennt das Land, für das der Athlet startete. Bei einem Wechsel der Nationalität wird das Land genannt, für das der Athlet die letzte Medaille erzielte.
- Von: Das Jahr, in dem der Athlet die erste Medaille gewonnen hat.
- Bis: Das Jahr, in dem der Athlet die letzte Medaille gewonnen hat.
- Gold: Nennt die Anzahl der gewonnenen Goldmedaillen.
- Silber: Nennt die Anzahl der gewonnenen Silbermedaillen.
- Bronze: Nennt die Anzahl der gewonnenen Bronzemedaillen.
- Gesamt: Nennt die Anzahl aller gewonnenen Medaillen.

### Herren
| Platz | Name                     | Land                                      | Von  | Bis  | Gold | Silber | Bronze | Gesamt |
| ----- | ------------------------ | ----------------------------------------- | ---- | ---- | ---- | ------ | ------ | ------ |
| 1.    | Scott Moir               | Kanada                                    | 2010 | 2018 | 3    | 2      | –      | 5      |
| 2.    | Gillis Grafström         | Schweden                                  | 1920 | 1932 | 3    | 1      | –      | 4      |
| 3.    | Jewgeni Pljuschtschenko  | Russland                                  | 2002 | 2014 | 2    | 2      | –      | 4      |
| 4.    | Artur Dmitrijew          | Russland                                  | 1992 | 1998 | 2    | 1      | –      | 3      |
| 5.    | Pierre Brunet            | Frankreich                                | 1924 | 1932 | 2    | –      | 1      | 3      |
| 5.    | Nathan Chen              | Vereinigte Staaten                        | 2018 | 2022 | 2    | –      | 1      | 3      |
| 7.    | Richard Button           | Vereinigte Staaten                        | 1948 | 1952 | 2    | –      | –      | 2      |
| 7.    | Sergei Grinkow           | Russland                                  | 1988 | 1994 | 2    | –      | –      | 2      |
| 7.    | Yuzuru Hanyū             | Japan                                     | 2014 | 2018 | 2    | –      | –      | 2      |
| 7.    | Jewgeni Platow           | Russland                                  | 1994 | 1998 | 2    | –      | –      | 2      |
| 7.    | Oleg Protopopow          | Sowjetunion                               | 1964 | 1968 | 2    | –      | –      | 2      |
| 7.    | Alexander Saizew         | Sowjetunion                               | 1976 | 1980 | 2    | –      | –      | 2      |
| 7.    | Karl Schäfer             | Österreich                                | 1932 | 1936 | 2    | –      | –      | 2      |
| 7.    | Maxim Trankow            | Russland                                  | 2014 | 2014 | 2    | –      | –      | 2      |
| 15.   | Patrick Chan             | Kanada                                    | 2014 | 2018 | 1    | 2      | –      | 3      |
| 16.   | Nikita Kazalapow         | Russland ROC                              | 2014 | 2022 | 1    | 1      | 2      | 4      |
| 17.   | Sergei Ponomarenko       | Vereintes Team                            | 1984 | 1992 | 1    | 1      | 1      | 3      |
| 17.   | Eric Radford             | Kanada                                    | 2014 | 2018 | 1    | 1      | 1      | 3      |
| 17.   | Charlie White            | Vereinigte Staaten                        | 2010 | 2014 | 1    | 1      | 1      | 3      |
| 20.   | Ernst Baier              | Deutsches Reich                           | 1936 | 1936 | 1    | 1      | –      | 2      |
| 20.   | Andrei Bukin             | Sowjetunion                               | 1920 | 1924 | 1    | 1      | –      | 2      |
| 20.   | Guillaume Cizeron        | Frankreich                                | 2018 | 2022 | 1    | 1      | –      | 2      |
| 20.   | Han Cong                 | Volksrepublik China                       | 2018 | 2022 | 1    | 1      | –      | 2      |
| 20.   | Walter Jakobsson         | Finnland                                  | 1984 | 1992 | 1    | 1      | –      | 2      |
| 20.   | Fjodor Klimow            | Russland                                  | 2014 | 2014 | 1    | 1      | –      | 2      |
| 20.   | Anton Sicharulidse       | Russland                                  | 1998 | 2002 | 1    | 1      | –      | 2      |
| 20.   | Dmitri Solowjow          | Olympische Athleten aus Russland Russland | 2014 | 2018 | 1    | 1      | –      | 2      |
| 20.   | Oleg Wassiljew           | Sowjetunion                               | 1984 | 1988 | 1    | 1      | –      | 2      |
| 29.   | Zhao Hongbo              | Volksrepublik China                       | 2002 | 2010 | 1    | –      | 2      | 3      |
| 30.   | Christopher Dean         | Großbritannien                            | 1984 | 1994 | 1    | –      | 1      | 2      |
| 30.   | Zachary Donohue          | Vereinigte Staaten                        | 2022 | 2022 | 1    | –      | 1      | 2      |
| 30.   | David Jenkins            | Vereinigte Staaten                        | 1956 | 1960 | 1    | –      | 1      | 2      |
| 30.   | Gwendal Peizerat         | Frankreich                                | 1998 | 2002 | 1    | –      | 1      | 2      |
| 30.   | Wiktor Petrenko          | Vereintes Team                            | 1988 | 1992 | 1    | –      | 1      | 2      |
| 35.   | Evan Bates               | Vereinigte Staaten                        | 2022 | 2022 | 1    | –      | –      | 1      |
| 35.   | Pierre Baugniet          | Belgien                                   | 1948 | 1948 | 1    | –      | –      | 1      |
| 35.   | Alfred Berger            | Österreich                                | 1924 | 1924 | 1    | –      | –      | 1      |
| 35.   | Brian Boitano            | Vereinigte Staaten                        | 1988 | 1988 | 1    | –      | –      | 1      |
| 35.   | Heinrich Burger          | Deutsches Reich                           | 1908 | 1908 | 1    | –      | –      | 1      |
| 35.   | Robin Cousins            | Großbritannien                            | 1980 | 1980 | 1    | –      | –      | 1      |
| 35.   | John Curry               | Großbritannien                            | 1976 | 1976 | 1    | –      | –      | 1      |
| 35.   | Paul Falk                | BR Deutschland                            | 1952 | 1952 | 1    | –      | –      | 1      |
| 35.   | Brandon Frazier          | Vereinigte Staaten                        | 2022 | 2022 | 1    | –      | –      | 1      |
| 35.   | Alexander Gorschkow      | Sowjetunion                               | 1976 | 1976 | 1    | –      | –      | 1      |
| 35.   | Scott Hamilton           | Vereinigte Staaten                        | 1984 | 1984 | 1    | –      | –      | 1      |
| 35.   | Alexei Jagudin           | Russland                                  | 2002 | 2002 | 1    | –      | –      | 1      |
| 35.   | Hayes Alan Jenkins       | Vereinigte Staaten                        | 1956 | 1956 | 1    | –      | –      | 1      |
| 35.   | Gennadi Karponossow      | Sowjetunion                               | 1980 | 1980 | 1    | –      | –      | 1      |
| 35.   | Nikolai Kolomenkin-Panin | Russland                                  | 1908 | 1908 | 1    | –      | –      | 1      |
| 35.   | Roman Kostomarow         | Russland                                  | 2006 | 2006 | 1    | –      | –      | 1      |
| 35.   | Ilja Kulik               | Russland                                  | 1998 | 1998 | 1    | –      | –      | 1      |
| 35.   | Evan Lysacek             | Vereinigte Staaten                        | 2010 | 2010 | 1    | –      | –      | 1      |
| 35.   | Maxim Marinin            | Russland                                  | 2006 | 2006 | 1    | –      | –      | 1      |
| 35.   | Bruno Massot             | Deutschland                               | 2018 | 2018 | 1    | –      | –      | 1      |
| 35.   | Ondrej Nepela            | Tschechoslowakei                          | 1972 | 1972 | 1    | –      | –      | 1      |
| 35.   | Kurt Oppelt              | Österreich                                | 1956 | 1956 | 1    | –      | –      | 1      |
| 35.   | Robert Paul              | Kanada                                    | 1960 | 1960 | 1    | –      | –      | 1      |
| 35.   | David Pelletier          | Kanada                                    | 2002 | 2002 | 1    | –      | –      | 1      |
| 35.   | Ulrich Salchow           | Schweden                                  | 1908 | 1908 | 1    | –      | –      | 1      |
| 35.   | Manfred Schnelldorfer    | Deutschland                               | 1964 | 1964 | 1    | –      | –      | 1      |
| 35.   | Wolfgang Schwarz         | Österreich                                | 1968 | 1968 | 1    | –      | –      | 1      |
| 35.   | Alexei Ulanow            | Sowjetunion                               | 1972 | 1972 | 1    | –      | –      | 1      |
| 35.   | Alexei Urmanow           | Russland                                  | 1994 | 1994 | 1    | –      | –      | 1      |
| 35.   | Vincent Zhou             | Vereinigte Staaten                        | 2022 | 2022 | 1    | –      | –      | 1      |

### Damen
| Platz | Name                  | Land                                      | Von  | Bis  | Gold | Silber | Bronze | Gesamt |
| ----- | --------------------- | ----------------------------------------- | ---- | ---- | ---- | ------ | ------ | ------ |
| 1.    | Tessa Virtue          | Kanada                                    | 2010 | 2018 | 3    | 2      | –      | 5      |
| 2.    | Sonja Henie           | Norwegen                                  | 1928 | 1936 | 3    | –      | –      | 3      |
| 2.    | Irina Rodnina         | Sowjetunion                               | 1972 | 1980 | 3    | –      | –      | 3      |
| 4.    | Andrée Brunet         | Frankreich                                | 1924 | 1932 | 2    | –      | 1      | 3      |
| 5.    | Ljudmila Beloussowa   | Sowjetunion                               | 1964 | 1968 | 2    | –      | –      | 2      |
| 5.    | Jekaterina Gordejewa  | Russland                                  | 1988 | 1994 | 2    | –      | –      | 2      |
| 5.    | Oxana Grischtschuk    | Russland                                  | 1994 | 1998 | 2    | –      | –      | 2      |
| 5.    | Katarina Witt         | Deutsche Demokratische Republik           | 1984 | 1988 | 2    | –      | –      | 2      |
| 5.    | Tatjana Wolossoschar  | Russland                                  | 2014 | 2014 | 2    | –      | –      | 2      |
| 10.   | Meryl Davis           | Vereinigte Staaten                        | 2010 | 2014 | 1    | 1      | 1      | 3      |
| 10.   | Meagan Duhamel        | Kanada                                    | 2014 | 2018 | 1    | 1      | 1      | 3      |
| 10.   | Marina Klimowa        | Vereintes Team                            | 1984 | 1992 | 1    | 1      | 1      | 3      |
| 10.   | Kaetlyn Osmond        | Kanada                                    | 2014 | 2018 | 1    | 1      | 1      | 3      |
| 14.   | Tenley Albright       | Vereinigte Staaten                        | 1952 | 1956 | 1    | 1      | –      | 2      |
| 14.   | Jelena Bereschnaja    | Russland                                  | 1998 | 2002 | 1    | 1      | –      | 2      |
| 14.   | Natalja Bestemjanowa  | Sowjetunion                               | 1984 | 1988 | 1    | 1      | –      | 2      |
| 14.   | Jekaterina Bobrowa    | Olympische Athleten aus Russland Russland | 2014 | 2018 | 1    | 1      | –      | 2      |
| 14.   | Sjoukje Dijkstra      | Niederlande                               | 1960 | 1964 | 1    | 1      | –      | 2      |
| 14.   | Carol Heiss           | Vereinigte Staaten                        | 1956 | 1960 | 1    | 1      | –      | 2      |
| 14.   | Jelena Iljinych       | Russland                                  | 2014 | 2014 | 1    | 1      | –      | 2      |
| 14.   | Ludowika Jakobsson    | Finnland                                  | 1920 | 1924 | 1    | 1      | –      | 2      |
| 14.   | Kim Yu-na             | Südkorea                                  | 2010 | 2014 | 1    | 1      | –      | 2      |
| 14.   | Natalja Mischkutjonok | Russland                                  | 1992 | 1994 | 1    | 1      | –      | 2      |
| 14.   | Gabriella Papadakis   | Frankreich                                | 2018 | 2022 | 1    | 1      | –      | 2      |
| 14.   | Xenija Stolbowa       | Russland                                  | 2014 | 2014 | 1    | 1      | –      | 2      |
| 14.   | Sui Wenjing           | Volksrepublik China                       | 2018 | 2022 | 1    | 1      | –      | 2      |
| 14.   | Jelena Walowa         | Sowjetunion                               | 1984 | 1988 | 1    | 1      | –      | 2      |
| 14.   | Alina Sagitowa        | Olympische Athleten aus Russland          | 2018 | 2018 | 1    | 1      | –      | 2      |
| 29.   | Aljona Savchenko      | Deutschland                               | 2010 | 2018 | 1    | –      | 2      | 3      |
| 29.   | Shen Xue              | Volksrepublik China                       | 2002 | 2010 | 1    | –      | 2      | 3      |
| 31.   | Jeannette Altwegg     | Großbritannien                            | 1948 | 1952 | 1    | –      | 1      | 2      |
| 31.   | Marina Anissina       | Frankreich                                | 1998 | 2002 | 1    | –      | 1      | 2      |
| 31.   | Madison Hubbell       | Vereinigte Staaten                        | 2022 | 2022 | 1    | –      | 1      | 2      |
| 31.   | Alexa Knierim         | Vereinigte Staaten                        | 2018 | 2022 | 1    | –      | 1      | 2      |
| 31.   | Madge Syers           | Großbritannien                            | 1908 | 1908 | 1    | –      | 1      | 2      |
| 31.   | Jayne Torvill         | Großbritannien                            | 1984 | 1994 | 1    | –      | 1      | 2      |
| 37.   | Shizuka Arakawa       | Japan                                     | 2006 | 2006 | 1    | –      | –      | 1      |
| 37.   | Oksana Bajul          | Ukraine                                   | 1994 | 1994 | 1    | –      | –      | 1      |
| 37.   | Karen Chen            | Vereinigte Staaten                        | 2022 | 2022 | 1    | –      | –      | 1      |
| 37.   | Madison Chock         | Vereinigte Staaten                        | 2022 | 2022 | 1    | –      | –      | 1      |
| 37.   | Gabrielle Daleman     | Kanada                                    | 2018 | 2018 | 1    | –      | –      | 1      |
| 37.   | Helene Engelmann      | Österreich                                | 1924 | 1924 | 1    | –      | –      | 1      |
| 37.   | Ria Falk              | BR Deutschland                            | 1952 | 1952 | 1    | –      | –      | 1      |
| 37.   | Peggy Fleming         | Vereinigte Staaten                        | 1968 | 1968 | 1    | –      | –      | 1      |
| 37.   | Dorothy Hamill        | Vereinigte Staaten                        | 1976 | 1976 | 1    | –      | –      | 1      |
| 37.   | Maxi Herber           | Deutsches Reich                           | 1936 | 1936 | 1    | –      | –      | 1      |
| 37.   | Sarah Hughes          | Vereinigte Staaten                        | 2002 | 2002 | 1    | –      | –      | 1      |
| 37.   | Anna Hübler           | Deutsches Reich                           | 1908 | 1908 | 1    | –      | –      | 1      |
| 37.   | Magda Julin           | Schweden                                  | 1920 | 1920 | 1    | –      | –      | 1      |
| 37.   | Oxana Kasakowa        | Russland                                  | 1998 | 1998 | 1    | –      | –      | 1      |
| 37.   | Micheline Lannoy      | Belgien                                   | 1948 | 1948 | 1    | –      | –      | 1      |
| 37.   | Natalja Linitschuk    | Sowjetunion                               | 1980 | 1980 | 1    | –      | –      | 1      |
| 37.   | Tara Lipinski         | Vereinigte Staaten                        | 1998 | 1998 | 1    | –      | –      | 1      |
| 37.   | Julija Lipnizkaja     | Russland                                  | 2014 | 2014 | 1    | –      | –      | 1      |
| 37.   | Tatjana Nawka         | Russland                                  | 2006 | 2006 | 1    | –      | –      | 1      |
| 37.   | Ljudmila Pachomowa    | Sowjetunion                               | 1976 | 1976 | 1    | –      | –      | 1      |
| 37.   | Herma Planck-Szabó    | Österreich                                | 1924 | 1924 | 1    | –      | –      | 1      |
| 37.   | Anett Pötzsch         | Deutsche Demokratische Republik           | 1980 | 1980 | 1    | –      | –      | 1      |
| 37.   | Jamie Salé            | Kanada                                    | 2002 | 2002 | 1    | –      | –      | 1      |
| 37.   | Anna Schtscherbakowa  | ROC                                       | 2022 | 2022 | 1    | –      | –      | 1      |
| 37.   | Beatrix Schuba        | Österreich                                | 1972 | 1972 | 1    | –      | –      | 1      |
| 37.   | Sissy Schwarz         | Österreich                                | 1956 | 1956 | 1    | –      | –      | 1      |
| 37.   | Barbara Ann Scott     | Kanada                                    | 1948 | 1948 | 1    | –      | –      | 1      |
| 37.   | Adelina Sotnikowa     | Russland                                  | 2014 | 2014 | 1    | –      | –      | 1      |
| 37.   | Tatjana Totmjanina    | Russland                                  | 2006 | 2006 | 1    | –      | –      | 1      |
| 37.   | Barbara Wagner        | Kanada                                    | 1960 | 1960 | 1    | –      | –      | 1      |
| 37.   | Kristi Yamaguchi      | Vereinigte Staaten                        | 1992 | 1992 | 1    | –      | –      | 1      |

## Nationenwertungen
Stand: 12. September 2024

### Gesamt
| Platz | Land                                                                             | Gold            | Silber             | Bronze             | Gesamt              |
| ----- | -------------------------------------------------------------------------------- | --------------- | ------------------ | ------------------ | ------------------- |
| 1.    | Russland (inkl. Sowjetunion Vereintes Team Olympische Athleten aus Russland ROC) | 29 (10) (2) (1) | 26 (9) (3) (2) (3) | 12 (5) (2) (–) (2) | 67 (24) (7) (3) (6) |
| 2.    | Vereinigte Staaten                                                               | 17              | 16                 | 20                 | 53                  |
| 3.    | Deutschland (inkl. Deutsche Demokratische Republik) (inkl. BR Deutschland)       | 8 (3) (1)       | 7 (3) (–)          | 9 (4) (2)          | 23 (10) (3)         |
| 4.    | Österreich                                                                       | 7               | 9                  | 4                  | 20                  |
| 5.    | Kanada                                                                           | 6               | 10                 | 13                 | 29                  |
| 6.    | Großbritannien                                                                   | 5               | 3                  | 7                  | 15                  |
| 7.    | Schweden                                                                         | 5               | 3                  | 2                  | 10                  |
| 8.    | Frankreich                                                                       | 4               | 3                  | 7                  | 14                  |
| 9.    | Japan                                                                            | 3               | 5                  | 3                  | 11                  |
| 10.   | Norwegen                                                                         | 3               | 2                  | 1                  | 6                   |
| 11.   | Volksrepublik China                                                              | 2               | 3                  | 4                  | 9                   |
| 12.   | Niederlande                                                                      | 1               | 2                  | –                  | 3                   |
| 13.   | Tschechoslowakei                                                                 | 1               | 1                  | 3                  | 5                   |
| 14.   | Finnland                                                                         | 1               | 1                  | –                  | 2                   |
| 14.   | Südkorea                                                                         | 1               | 1                  | –                  | 2                   |
| 16.   | Belgien                                                                          | 1               | –                  | 1                  | 2                   |
| 16.   | Ukraine                                                                          | 1               | –                  | 1                  | 2                   |
| 18.   | Ungarn                                                                           | –               | 2                  | 4                  | 6                   |
| 19.   | Schweiz                                                                          | –               | 2                  | 1                  | 3                   |
| 20.   | Italien                                                                          | –               | –                  | 2                  | 2                   |
| 21.   | Kasachstan                                                                       | –               | –                  | 1                  | 1                   |
| 21.   | Spanien                                                                          | –               | –                  | 1                  | 1                   |

### Einzellauf der Herren
(inkl. Spezialfiguren, 1908)
| Platz | Land                                                | Gold      | Silber    | Bronze    | Gesamt     |
| ----- | --------------------------------------------------- | --------- | --------- | --------- | ---------- |
| 1.    | Vereinigte Staaten                                  | 8         | 3         | 5         | 16         |
| 2.    | Russland (inkl. Sowjetunion Vereintes Team)         | 6 (–) (1) | 4 (2) (–) | 1 (1) (–) | 11 (3) (1) |
| 3.    | Schweden                                            | 4         | 2         | 1         | 7          |
| 4.    | Österreich                                          | 3         | 3         | 2         | 8          |
| 5.    | Japan                                               | 2         | 2         | 2         | 6          |
| 6.    | Großbritannien                                      | 2         | 1         | 1         | 4          |
| 7.    | Tschechoslowakei                                    | 1         | 2         | 2         | 5          |
| 8.    | Deutschland (inkl. Deutsche Demokratische Republik) | 1 (–)     | 2 (1)     | – (–)     | 3 (1)      |
| 9.    | Kanada                                              | –         | 5         | 4         | 9          |
| 10.   | Schweiz                                             | –         | 2         | 1         | 3          |
| 11.   | Frankreich                                          | –         | 1         | 4         | 6          |
| 12.   | Norwegen                                            | –         | 1         | 1         | 2          |
| 13.   | Belgien                                             | –         | –         | 1         | 1          |
| 13.   | Kasachstan                                          | –         | –         | 1         | 1          |
| 13.   | Spanien                                             | –         | –         | 1         | 1          |

### Einzellauf der Damen
| Platz | Land                                                                       | Gold      | Silber    | Bronze | Gesamt    |
| ----- | -------------------------------------------------------------------------- | --------- | --------- | ------ | --------- |
| 1.    | Vereinigte Staaten                                                         | 7         | 8         | 8      | 23        |
| 2.    | Russland (inkl. Olympische Athleten aus Russland ROC)                      | 3 (1)     | 3 (1)     | 1 (–)  | 7 (2)     |
| 3.    | Deutschland (inkl. Deutsche Demokratische Republik) (inkl. BR Deutschland) | 3 (3) (–) | 2 (1) (–) | 2 (1)  | 7 (5) (1) |
| 4.    | Norwegen                                                                   | 3         | –         | –      | 3         |
| 5.    | Österreich                                                                 | 2         | 4         | 1      | 7         |
| 6.    | Großbritannien                                                             | 2         | 1         | 3      | 6         |
| 7.    | Kanada                                                                     | 1         | 2         | 3      | 6         |
| 8.    | Japan                                                                      | 1         | 2         | –      | 3         |
| 8.    | Niederlande                                                                | 1         | 2         | –      | 3         |
| 10.   | Schweden                                                                   | 1         | 1         | 1      | 3         |
| 11.   | Südkorea                                                                   | 1         | 1         | –      | 2         |
| 12.   | Ukraine                                                                    | 1         | –         | –      | 1         |
| 13.   | Volksrepublik China                                                        | –         | –         | 2      | 2         |
| 14.   | Frankreich                                                                 | –         | –         | 1      | 1         |
| 14.   | Italien                                                                    | –         | –         | 1      | 1         |
| 14.   | Tschechoslowakei                                                           | –         | –         | 1      | 1         |

### Paarlauf
| Platz | Land                                                                       | Gold           | Silber    | Bronze        | Gesamt      |
| ----- | -------------------------------------------------------------------------- | -------------- | --------- | ------------- | ----------- |
| 1.    | Russland (inkl. Sowjetunion Vereintes Team ROC)                            | 13 (7) (1) (–) | 9 (4) (1) | 2 (1) (–) (1) | 24 (12) (2) |
| 2.    | Deutschland (inkl. Deutsche Demokratische Republik) (inkl. BR Deutschland) | 4 (–) (1)      | 3 (1) (–) | 7 (3) (1)     | 14 (4) (2)  |
| 3.    | Volksrepublik China                                                        | 2              | 3         | 2             | 7           |
| 4.    | Österreich                                                                 | 2              | 2         | 1             | 5           |
| 5.    | Kanada                                                                     | 2              | 1         | 5             | 8           |
| 6.    | Frankreich                                                                 | 2              | –         | 1             | 3           |
| 7.    | Finnland                                                                   | 1              | 1         | –             | 2           |
| 8.    | Belgien                                                                    | 1              | –         | –             | 1           |
| 9.    | Vereinigte Staaten                                                         | –              | 3         | 2             | 5           |
| 10.   | Ungarn                                                                     | –              | 1         | 4             | 5           |
| 11.   | Großbritannien                                                             | –              | 1         | 2             | 3           |
| 12.   | Norwegen                                                                   | –              | 1         | –             | 1           |

### Eistanz
| Platz | Land                                            | Gold          | Silber        | Bronze        | Gesamt         |
| ----- | ----------------------------------------------- | ------------- | ------------- | ------------- | -------------- |
| 1.    | Russland (inkl. Sowjetunion Vereintes Team ROC) | 7 (3) (1) (–) | 7 (3) (–) (1) | 5 (2) (1) (–) | 19 (8) (2) (1) |
| 2.    | Frankreich                                      | 2             | 2             | 1             | 5              |
| 3.    | Kanada                                          | 2             | 1             | 1             | 4              |
| 4.    | Vereinigte Staaten                              | 1             | 2             | 3             | 6              |
| 5.    | Großbritannien                                  | 1             | –             | 1             | 2              |
| 6.    | Ungarn                                          | –             | 1             | –             | 1              |
| 7.    | Italien                                         | –             | –             | 1             | 1              |
| 7.    | Ukraine                                         | –             | –             | 1             | 1              |

### Teamwettbewerb
| Platz | Land                                                  | Gold  | Silber    | Bronze    | Gesamt |
| ----- | ----------------------------------------------------- | ----- | --------- | --------- | ------ |
| 1.    | Russland (inkl. Olympische Athleten aus Russland ROC) | 1 (–) | 1 (1) (–) | 1 (–) (1) | 3 (1)  |
| 2.    | Kanada                                                | 1     | 1         | –         | 2      |
| 3.    | Vereinigte Staaten                                    | 1     | –         | 2         | 3      |
| 4.    | Japan                                                 | –     | 1         | –         | 1      |